# Phare de St. Joseph Point
Le phare de St. Joseph Point (en anglais : St. Joseph Point Light), était un phare situé  au nord de Port Saint Joe, de l'autre côté de la St. Joseph Bay (en) , dans le comté de Gulf en Floride.

## Histoire
La baie Saint-Joseph est l'un des meilleurs ports naturels de la Côte du Golfe. La ville de St. Joseph a été fondée sur ses rives en 1836. La maison-phare a été mis en service en 1902.
En 1960, la lumière a été déplacée sur une tour métallique à claire-voie. La nouvelle lampe comporte une lampe avec une lentille de 12 pouces (300 mm) à une hauteur de 24 mètres. Le vieux phare a été vendu et a été déplacé à quelques kilomètres dans une ferme, où il a servi de résidence, puis de grange. En 1978, la maison-phare a été revendue et a été restaurée pour servir maintenant comme résidence privée.

Identifiant : ARLHS : USA-1023 ;  Admiralty : J3370 .

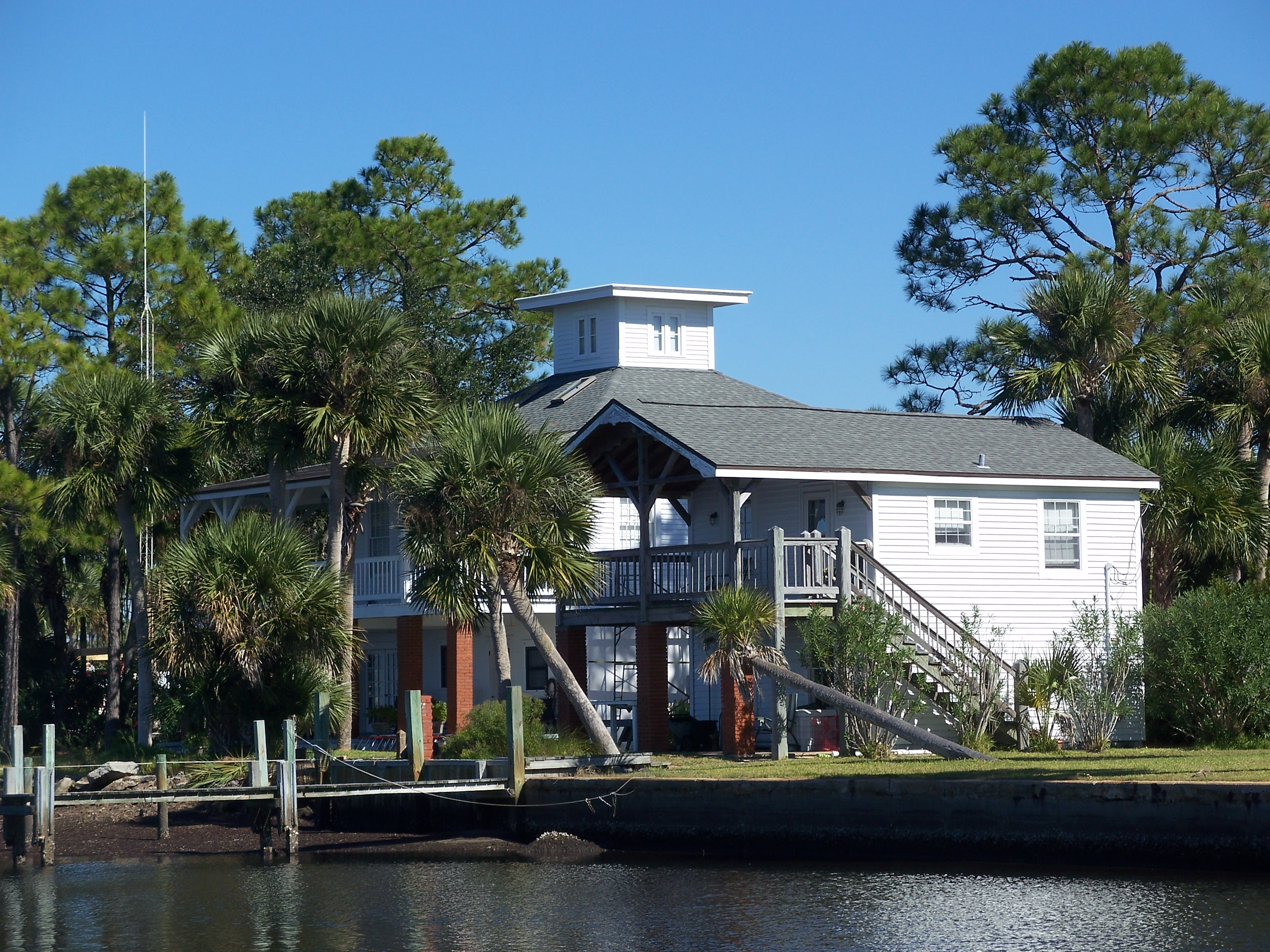
Le phare actuellement

### Lien connexe
- Liste des phares en Floride